# Ernst von Koken
Ernst Friedrich Rudolph Karl Koken, dit von Koken, né le 29 mai 1860 à Brunswick en Allemagne et mort le 21 novembre 1912 à Tübingen, est un paléontologue et géologue allemand.

## Publications

### 1883
- (de) Koken E., 1883. Die Reptilien der norddeutschen unteren Kreide. Zeitschrift der Deutschen geologischen Gesellschaft 35:735-827.

### 1896
- (de) Koken E., 1896. Die Gastropoden der Trias um Hallstadt. Jahrbuch der Kaiserlich-Königlichen Geologischen Reichsanstalt. 46(1): 37−126.